# Pionosyllis procera
Pionosyllis procera är en ringmaskart som beskrevs av Hartman 1965. Pionosyllis procera ingår i släktet Pionosyllis och familjen Syllidae. Inga underarter finns listade i Catalogue of Life.